# Alfred Kucharczyk
Alfred Kucharczyk (ur. 2 listopada 1937 w Radlinie, zm. 2 grudnia 2020 w Wodzisławiu Śląskim) – polski gimnastyk, dwukrotny olimpijczyk (Rzym 1960, Tokio 1964) i wielokrotny reprezentant Polski m.in. na mistrzostwach świata w Dortmundzie, gdzie zdobył piąte miejsce w wieloboju drużynowym, mistrz kraju w wieloboju gimnastycznym (1961), 6-krotny mistrz na poszczególnych przyrządach: skok (1961, 1962, 1964, 1967), ćwiczenia wolne (1961, 1962).  
Reprezentował Klub Gimnastyczny „Radlin” jako zawodnik i trener oraz członek zarządu klubu.
Po zakończeniu kariery sportowej trener, wychowawca m.in. złotego medalisty olimpijskiego Leszka Blanika.
Zmarł na COVID-19. 